# Studi sulla situazione economica dell'Italia al momento dell'Unità nazionale
Gli studi sulla situazione economica dell'Italia al momento dell'unità nazionale sono stati più volte oggetto di discussione dal punto di vista storico per oltre un secolo. A questo si è aggiunto in tempi relativamente recenti lo studio quantitativo, basato sull'analisi e sulla comparazione di indicatori economicamente significativi. La principale difficoltà di questo approccio è la mancanza di dati omogenei a livello nazionale precedenti al 1891: tutti i dati precedenti sono di conseguenza da considerare ricostruzioni più o meno attendibili. Gli indicatori ricostruiti dagli storici tendono a descrivere una situazione articolata. Gli studiosi che studiano le cause del divario si chiamano meridionalisti.

## Storia
Oltre 1.4
     Da 1.1 a 1.4
     Da 0.9 a 1.1
     Fino a 0.9

Livello di industrializzazione delle province italiane nel 1871 (produzione industriale locale in rapporto alla media nazionale). Fonte: Banca d'Italia, elaborazione: Wikipedia
Oltre 1.4
Da 1.1 a 1.4
Da 0.9 a 1.1
Fino a 0.9

Secondo il censimento del 1861 la popolazione italiana era di circa 22 milioni, di cui 12 (55%) al nord e 10 distribuiti tra Sud, isole e Lazio. 
Si possono comunque distinguere diversi approcci storiografici principali, che ricalcano in grosse linee dibattiti ideologici e politici più ampi:
- I meridionalisti liberali, così chiamata perché nata prima, essa propone che nel Mezzogiorno si ebbe un'evoluzione atipica o ritardata, dove altre condizioni avrebbero permesso alla regione di inserirsi con successo in una dinamica di crescita e di integrazione. Questo per alcuni fu dovuto a condizioni di arretratezza dovute al passato per altri fu dovuto quasi esclusivamente al modo in cui si é posto lo Stato Italiano. I maggiori esponenti sono Giustino Fortunato, Francesco Saverio Nitti e Benedetto Croce.
- I meridionalisti sociali, secondo questi il persistere della miseria fu dovuto al manifestarsi della lotta di classe tra le aziende del nord sfruttatrici alleate della borghesia agraria nel sud contro il proletariato e risultava svantaggiato specialmente le classi proletarie del sud. I maggiori esponenti sono Gaetano Salvemini e Antonio Gramsci.
- L'interpretazione deterministica, che vede nella demografia (attraverso tesi razziste) o nella geografia del sud le origini, spesso insormontabili, della povertà nella quale si trova il Meridione.
- Le interpretazioni revisionistiche del Risorgimento sono letture storiografiche critiche del periodo conosciuto come Risorgimento, fase della storia d'Italia contemporanea in cui la penisola ha conseguito la propria unificazione politica, le tesi si basano sulla teoria che gli Stati preunitari erano floridi prima dell’unità d’Italia e che il processo di unificazione sia stato voluto dalla classe sabauda per depredare il resto dell’Italia delle sue ricchezze così da rendere florido il Nord.
- A queste tesi si aggiungono i dati sviluppati negli ultimi anni da storici e economisti che comparano i dati gli indicatori sociali ed economici tra le macro aeree del paese.

Il primo a scrivere in modo scettico del processo di unificazione fu lo storico Giacinto de' Sivo. De’ Sivo rimane fedele alla dinastia borbonica. Per il legittimismo viene destituito dalla carica di consigliere d’Intendenza e imprigionato. Scarcerato alcune settimane dopo, è nuovamente arrestato il 1º gennaio 1861; finalmente liberato due mesi dopo, inizia la pubblicazione di un giornale legittimista, La Tragicommedia. La Tragicommedia, che nasce anche con l’intento di “[…] ricordar le ricchezze dileguate, l’armi perdute, fra’ rimbombi de’ cannoni, e i gemiti de’ fucilati, e i lagni de’ carcerati”, viene soppresso dalle nuove autorità dopo i primi tre numeri. Imprigionato per la terza volta, lo storico napoletano sceglie la via dell’esilio e il 14 settembre 1861 parte per Roma, da dove non farà più ritorno. Gli ultimi anni della sua vita sono dedicati alla difesa, spesso polemica, dell’identità nazionale del paese – appartengono a questo periodo gli opuscoli Italia e il suo dramma politico nel 1861 e I Napolitani al cospetto delle nazioni civili – e, soprattutto, alla riflessione e alla ricostruzione storica. Dà alle stampe una Storia di Galazia Campana e di Maddaloni e porta a termine la Storia delle Due Sicilie dal 1847 al 1861, che rappresenta il culmine della sua produzione letteraria e storica.
Secondo De’ Sivo l’unità va a distruggere la Nazione stessa. Per De’ Sivo l'Italia non va “unificata”, ma collegata. Lo sbocco coerente sul piano giuridico non è quindi tanto la federazione, pur propugnata dal Gioberti e dal Cattaneo, ma la confederazione.  Agli occhi di de' Sivo, il Regno di Sardegna si era reso colpevole non solo della violazione del diritto delle genti, con l’aggressione perpetrata a tradimento contro un regno pacifico e neutrale e con la sponsorizzazione della spedizione dei Mille, ma era stato soprattutto responsabile dello scatenamento di una terribile guerra civile tra italiani e italiani. Questo stava causando la creazione di un divario tra il Regno di Sardegna e gli altri Stati preunitari.
Il meridionalismo liberale
Secondo Giustino Fortunato la diversità riscontrabile fra il Nord e il Sud Italia sotto il profilo morfologico, idrografico e climatico, é causa di una naturale povertà del Meridione. Oltre queste condizioni, le differenze furono dovute anche dalla politica dei Borbone infatti scrive:
«Quali i dati, secondo cui le due Sicilie sarebbero state, al 1860, superiori alle altre regioni d'Italia, in particolar modo al Piemonte? Poche le imposte, un gran demanio, tenue e solidissimo il debito pubblico, una grande quantità di moneta metallica in circolazione... È quello che ogni giorno si ripete comunemente. Ora, né tutto è esatto né esso vale come indice di maggiore ricchezza pubblica e privata. Poche le imposte, perché la ricchezza mobile e le successioni erano del tutto libere; ma ben gravi le tariffe doganali e la imposta sui terreni, assai più gravi che altrove. La fondiaria, con gli addizionali, saliva tra noi a circa 35 milioni, mentre in Piemonte non dava più di 20; così anche per le dogane, che avevano cinto il Regno d'una immensa muraglia, peggio che nel medio evo, quando almeno ora Pisa e Venezia ora Genova e Firenze avevano quaggiù grazia di privilegi e di favori. Tutto ricadeva, come nel medio evo, per vie dirette sui prodotti della terra, per vie indirette su le materie prime e le più usuali di consumo delle classi lavoratrici. Eran poche, si, le imposte, ma malamente ripartite, e tali, nell’insieme, da rappresentare una quota di lire 21 per abitante, che nel Piemonte, la cui privata ricchezza molto avanzava la nostra, era di lire 25,60. Non il terzo, dunque, ma solo un quinto il Piemonte pagava più di noi. E, del resto, se le imposte erano quaggiù più lievi, non tanto lievi da non indurre il Settembrini, nella famosa «Protesta» del 1847, a farne uno dei principali capi di accusa contro il Governo borbonico, assai meno vi si spendeva per tutti i pubblici servizi: noi, con 7 milioni di abitanti, davamo via trentaquattro milioni di lire, il Piemonte, con 5, quarantadue. L'esercito, e quell'esercito!, che era come il fulcro dello Stato, assorbiva presso che tutto; le città mancavano di scuole, le campagne di strade, le spiagge di approdi; e i traffici andavano ancora a schiena di giumenti, come per le plaghe dell'Oriente. Secoli di miseria e di isolamento, non i Borboni, ultimi venuti e, come un giorno sarà chiaro allo storico imparziale, non essi — di fronte al paese — unici responsabili del poco o nessun cammino fatto dal '15 al '60, durante quei tre o quattro decenni di fortunata tregua economica non mai avveratasi per lo innanzi: lunghi e tristi secoli di storia avevano compressa ogni forza, inceppato ogni moto, spento ogni lume, perché, suonata l'avventurosa ora del Risorgimento, noi avessimo potuto essere qualche cosa dippiù di quel niente che eravamo. De' due terribili malanni — secondo il Cavour — del Mezzogiorno, la grande povertà, e, frutto di questa, la grande corruttela, i Borboni furono la espressione, non la causa: essi trovarono, forse aggravarono, non certo crearono il problema meridionale, che ha cause ben più antiche e profonde. Alle mostre delle industrie mondiali, prima di Londra 1855, poi di Parigi del 1857 ove finanche la Turchia ed il Giappone mandarono i loro prodotti, noi soli mancammo, noi, gli abitanti della piccola Cina di Europa .... Questo il felice Regno dalle poche imposte? [...]»
(Il Mezzogiorno e lo Stato Italiano, Giustino Fortunato, pp. 336-337)
Col tempo, tuttavia, Fortunato pervenne anche ad una valutazione fortemente negativa dell'azione dello stato, imputandogli una mancanza di sollecitudine nei confronti del Mezzogiorno, ma anche di avere portato avanti delle politiche (doganali, fiscali e di spesa pubblica) che l'avevano penalizzato rispetto al Nord, causando quindi un ulteriore arretramento del primo rispetto al secondo.
«L'unità d'Italia è stata e sarà - ne ho fede invitta - la nostra redenzione morale. Ma è stata, purtroppo, la nostra rovina economica. Noi eravamo, il 1860, in floridissime condizioni per un risveglio economico, sano e profittevole. L'unità ci ha perduti. E come se questo non bastasse, è provato, contrariamente all'opinione di tutti, che lo Stato italiano profonde i suoi benefici finanziari nelle province settentrionali in misura ben maggiore che nelle meridionali.»
(Giustino Fortunato 2 settembre 1899, lettera a Pasquale Villari)
In conclusione, secondo Fortunato le differenze tra il Meridione e il Settentrione erano presenti ma non cospicue e tendono ad allargarsi per il malgoverno Unitario.
Una critica ancora più radicale alla politica dei governi unitari fu condotta da Francesco Saverio Nitti, il quale, compiendo la prima indagine approfondita e sistematica delle modalità di ripartizione fra Nord e Sud del carico tributario e della spesa pubblica, giunse alla conclusione che nel primo quarantennio di vita dello stato nazionale il Sud avesse subito sotto entrambi i profili una forte penalizzazione, che aveva determinato un cospicuo trasferimento di risorse da questa parte del paese a quella settentrionale, impoverendo la prima e consentendo un'accelerazione dello sviluppo della seconda. Riconsiderando la situazione finanziaria del Mezzogiorno al momento dell'unificazione, inoltre, Nitti pervenne a una valutazione delle sue potenzialità economiche assai più positiva di quella che veniva usualmente data, così come negò, nel descriverne la struttura produttiva, l'esistenza di forti disparità di partenza fra questa e quella settentrionale. Sottolineando per un verso la portata del danno inflitto alla regione dalle politiche unitarie e rivalutando per l'altro le condizioni della stessa prima del 1860, lo studioso lucano giunse alla conclusione che la causa originaria dell'arretratezza del Mezzogiorno andasse individuata proprio nelle discriminazioni da esso subite in epoca unitaria. Temperava il suo giudizio soltanto la convinzione che le politiche sfavorevoli al Sud Italia fossero state poste in essere per effetto di necessità imprescindibili (come nel caso della concentrazione al Nord delle spese militari) o fossero scaturite in modo automatico dall'unificazione amministrativa (come nel caso della squilibrata ripartizione del carico fiscale, derivante dall'applicazione delle medesime norme a situazioni economico-sociali assai diverse). Inoltre Nitti sostenne che tutta l'Italia preunitaria avvertiva la carenza della grande industria: 
«Prima del 1860 non era quasi traccia di grande industria in tutta la penisola. La Lombardia, ora così fiera delle sue industrie, non avea quasi che l'agricoltura; il Piemonte era un paese agricolo e parsimonioso, almeno nelle abitudini dei suoi cittadini. L'Italia centrale, l'Italia meridionale e la Sicilia erano in condizioni di sviluppo economico assai modesto. Intere provincie, intere regioni eran quasi chiuse ad ogni civiltà.»
(F.S. Nitti, “ Nord e Sud”)
Secondo lo studioso il Regno delle due Sicilie non era in condizione di forte arretratezza rispetto agli altri Stati nel 1860;
“Quando nel 1860 il regno delle due Sicilie fu unito all’Italia, possedeva in sé tutti gli elementi della trasformazione. L’Italia meridionale aveva infatti un immenso demanio pubblico. Le imposte dei Borboni erano mitissime e Ferdinando II avea cercato piuttosto di mitigarle che di accrescerle. Le accuse che Antonio Scialoja movea alla finanza borbonica, esaminate ora onestamente, sulla base delle pubblicazioni ufficiali, non resistono alla critica. Dal 1820 al 1860 il regime economico e finanziario dei Borboni determinò una grande capitalizzazione. Il commissario governativo mandato a Napoli da Cavour, dopo l’annessione, il cavaliere Vittorio Sacchi,riconosceva tutti i meriti della finanza napoletana, e nella sua relazione ufficiale non mancava di additarli. All’atto della costituzione del nuovo Regno, il Mezzogiorno, come abbiam già detto, era il paese che portava minori debiti e più grande ricchezza pubblica sotto tutte le forme.”
(Francesco Saverio Nitti: “L’Italia all’alba del XX secolo”)
E critica fortemente lo Stato Italiano;
“Ebbene: dal 1860 a oggi i 56 miliardi che lo Stato ha preso ai contribuenti sono stati spesi in grandissima parte nell’Italia settentrionale. Le grandi spese per l’esercito e per la marina; le spese per il lavori pubblici; le spese per i debiti pubblici; le spese per tutti gli scopi di civiltà e di benessere, sono state fatte in grandissima parte nel Nord. Perfino le spese fatte nel Mezzogiorno furono in gran parte erogate per mezzo di ditte settentrionali.[…] Ho un elenco quasi completo dei grandi appaltatori dello Stato dopo il 1862; non figurano che pochissimi meridionali. Le grandi fortune dell’Italia settentrionale sono state compiute mediante lavori pubblici o forniture militari; la storia del regime ferroviario da venti anni a questa parte, spiega non pochi spostamenti di ricchezza. Anche le tendenze imperialiste del Sud, frutto più che di ogni altra cosa, di ignoranza, sono state sfruttate da grossi interessi del Nord.”
(Francesco Saverio Nitti: “L’Italia all’alba del XX secolo”)
Quindi secondo Nitti la situazione al momento dell’Unita era pressoché simile in tutta Italia e solo per l’azione del governo unitario si vengono a creare delle differenze tra le varie aree del paese.
Meridionalisti Sociali
Nell'ambito del meridionalismo liberale era andata così affermandosi l'idea d'uno sfruttamento finanziario del Mezzogiorno da parte del Settentrione. Tale idea fu fatta propria dal meridionalismo socialista, i cui esponenti la declinarono tuttavia in forme inedite. 
Gaetano Salvemini accettò le risultanze dell'analisi nittiana, sostenendo però che a fare le spese delle politiche unitarie fosse non l'intera società meridionale, bensì la sua sola componente popolare, in ragione del fatto che una parte consistente del carico fiscale gravava sulle classi inferiori. Per Salvemini lo sfruttamento del Mezzogiorno consisteva in realtà nello sfruttamento dei suoi ceti popolari ad opera delle classi dirigenti di entrambe le parti d'Italia, reso possibile dal fatto che la normativa regolante l'accesso al voto, subordinandolo alla capacità di leggere e scrivere, impediva loro di difendere i propri interessi in sede politica (dal momento che il proletariato meridionale, a differenza di quello settentrionale, risultava largamente analfabeta).  Il Meridione, a parere di Salvemini, soffriva di tre malattie: lo Stato accentratore, l’oppressione economica del Nord ed una struttura sociale semifeudale. Le prime due, generate da politiche protezionistiche ed autoritarie, permettevano al Nord di opprimere il mezzogiorno. Tra le prove dello sfruttamento del Nord verso il Sud c’é la ripartizione del carico fiscale che era estremamente iniqua:
“faceva sì che l’Italia settentrionale, la quale possedeva il 48% della ricchezza del paese, pagava meno del 40% del carico tributario, mentre l’Italia meridionale, con il 27% della ricchezza pagava il 32%”.
(Scritti sulla Questione meridionale (1896-1955) Gaetano Salvemini)
Secondo Salvemini quindi l’Italia meridionale, dava senza ricevere, poiché gli investimenti, come quelli destinati all’esercito ed alle ferrovie, erano concentrati prevalentemente nel settentrione.
“L’Italia meridionale deve oggi comprare dall’Italia del Nord i prodotti manifatturieri ai prezzi, che gli industriali si son compiaciuti di stabilire […]; viceversa non può vendere al Nord le sue derrate agricole, perché le tariffe ferroviarie rendono impossibile la circolazione delle merci di gran volume e di basso prezzo quali sono appunto i prodotti dell’agricoltura meridionale”.
Quindi, le tasse ed i dazi sui prodotti agricoli, ben “dieci volte superiori a quelli dei prodotti manifatturieri” , impedivano in Italia il commercio dei prodotti meridionali, quasi esclusivamente agricoli. 
“Cosi noi assistiamo allo spettacolo che i limoni si pagano cinque a soldo a Messina e due soldi l’uno a Firenze, e un litro di vino costa venti centesimi a Barletta e cinquanta a Lodi”.
Dunque le tasse ed i dazi furono stabiliti con un unico scopo: sviluppare il mercato del Nord e rendere non concorrenziale quello del Sud.  Secondo Salvemini gli industriali settentrionali poterono accordarsi con il governo a loro piacimento tanto che Salvemini, sarcasticamente, scrive così: 
“[…] e meno male che in Lombardia sono scarsi i vigneti, e che i proprietari lombardi non sono minacciati, come i piemontesi dalla concorrenza dei vini meridionali: se questo fosse, noi vedremmo anche in Lombardia le amministrazioni comunali, dominate dai proprietari, istituire dazi differenziali a danno dei vini a forte gradazione alcolica (meridionali) in modo da rialzarne artificialmente i prezzi più che non sieno rialzati dalle tariffe ferroviarie, e restringerne il consumo a tutto vantaggio dei vini locali”.
Per meglio spiegare la terza “malattia”, la struttura sociale semifeudale, Salvemini ricorda che la società meridionale era distinta in  tre classi sociali: la grande proprietà, la piccola borghesia e il proletariato agricolo, inoltre, faceva notare come il potere delle prime due classi fosse forte al punto da influenzare e manipolare la vita politica e sociale del meridione. Essa era riuscita a superare indenne tutti i vari cambiamenti di regime restando sempre in sella, facendo secondo Salvemini non una rivoluzione ma una quasi controrivoluzione infatti scrive:
“fatto sì che il Risorgimento risultasse nel Mezzogiorno non una rivoluzione, ma una corbellatura, ed [era] e sarà pronta sempre a vestire nuove livree pur di difendere il suo potere fino all’ultimo sangue”.
Quindi secondo lo studioso i grandi proprietari e gli industriali del nord si erano alleati con i latifondisti e la borghesia meridionale, per accrescere le proprie ricchezze nel nord e per mantenere intatto il proprio potere al sud e a rimetterci era il proletariato italiano, specialmente nel meridione dove si avevano molte meno possibilità di emanciparsi.
Successivamente il marxista Antonio Gramsci recuperando la tesi d'un Mezzogiorno in ritardo rispetto al Nord sin da prima dell'unità,  per ragioni storiche di antica data (l'assenza dell'esperienza comunale, che avrebbe reso impossibile nel Mezzogiorno la formazione d'un ambiente economico-sociale evoluto quanto quello settentrionale, facendo sì che questa parte del paese giungesse all'unità priva d'un ceto imprenditoriale altrettanto consistente e dotato d'iniziativa di quello del Nord Italia). Lo studioso faceva discendere il trasferimento di risorse da Sud a Nord da questo ritardo originario: a suo parere, difatti, l'inferiore sviluppo e la minore competitività della struttura manifatturiera meridionale avrebbero impedito al Mezzogiorno di prendere parte al processo di sviluppo industriale che il governo unitario promosse, gravando di pesanti dazi i manufatti d'importazione (in modo da dirigere i consumi privati verso quelli nazionali) e mantenendo elevate le spese militari e quelle funzionali alla realizzazione di infrastrutture (in modo da offrire agli imprenditori ampie opportunità di profitto tramite l'accaparramento delle commesse pubbliche). In conseguenza di ciò, di tali politiche il Sud Italia avrebbe sperimentato soltanto i costi, rappresentati dalla lievitazione dei prezzi dei manufatti stranieri, dalla perdita di sbocchi esteri per l'agricoltura nazionale (causata dalle ritorsioni dei paesi colpiti dal protezionismo nostrano) e dal drenaggio da parte dello stato dei capitali presenti in tale comparto (realizzato attraverso l'esazione d'una pesante imposta fondiaria e la vendita dei suoli demaniali ed ecclesiastici) resosi necessario per far fronte all'espansione della spesa pubblica. Per il Mezzogiorno questa condivisione dei costi d'una politica di cui il solo Settentrione risultava beneficiario si sarebbe tradotta, in ultima analisi, nel finanziamento dello sviluppo del secondo da parte del primo.  Antonio Gramsci, come Salvemini, vedeva nella coalizione tra proprietari terrieri del Sud e borghesia settentrionale l’impedimento alla soluzione della questione meridionale, legata al mantenimento di un Sud arretrato. Il sacrificio del Sud era collegato, per Gramsci, allo sviluppo industriale del Nord. NelL’Ordine Nuovo, scrisse, infatti: 
“La borghesia settentrionale ha soggiogato l’Italia meridionale e le Isole e le ha ridotte a colonie di sfruttamento; il proletariato settentrionale, emancipando se stesso dalla schiavitù capitalistica, emanciperà le masse contadine meridionali asservite alla banca e all’industrialismo parassitario del Settentrione”.
Altri studiosi
Secondo Denis Mack Smith nella sua opera Storia d'Italia dal 1861 al 1998, le differenze tra Nord e Sud al momento dell’Unità d’Italia erano già abbastanza grandi, e derivano sia da cause storiche che da scelte politiche sbagliate della monarchia Borbonica che aveva investito troppo poco nell’economia meridionale a differenza di quanto stava avvenendo nel Piemonte di Cavour. secondo lo storico a partire dal 1850, il Piemonte di Cavour era guidato da un'élite liberale che impresse una radicale accelerazione, con lo scopo dichiarato di confrontarsi con le maggiori potenze europee. Il codice civile venne riformato sul modello di quello francese, più avanzato ma decisamente centralista. Venne fondata una nuova banca per fornire credito alle imprese industriali e vennero ridotti significativamente i dazi, in media del 10%, da confrontare con anche il 100% presente nel Sud. Vennero inviati tecnici in Inghilterra per studiare l'industria bellica, e venne dato un forte sviluppo alle infrastrutture: il canale Cavour, incominciato nel 1857, rese fertilissima la regione di Vercelli e Novara, le ferrovie vennero ampliate tanto che nel 1859 il Piemonte possedeva metà del chilometraggio dell'intera penisola. Oltre queste differenze in Piemonte c’era l’indice di alfabetizzazione più alto d’Italia che permise negli anni successivi all’economia del Nord-Ovest di decollare. La situazione socio-economica del Regno delle Due Sicilie in epoca preunitaria era così sinteticamente descritta dallo storico britannico Denis Mack Smith:
(Storia d’Italia dal 1861 al 1997, Denis Mack Smith, pag. 3 edizione inglese)
Studi Quantitativi Moderni
Nel marzo 2007 la rivista di economia politica ha pubblicato una raccolta di saggi che analizzano i dati regionali noti dal 1871 in poi. I risultati da un lato tendono a ridimensionare le differenze di tra i redditi pro capite disponibili nelle varie regioni, dall'altro ribaltano quanto noto sulla minore produttività dell'agricoltura meridionale, e mostrano un'inferiorità relativa del Sud riguardo ai principali indicatori di sviluppo sociale: aspettativa di vita, istruzione, statura e quindi alimentazione della popolazione.
Vittorio Daniele e Paolo Malanima, si concentrano sul PIL pro capite in quanto indicatore del benessere nelle varie regioni italiane.Effettuando una ricostruzione, peraltro contestata delle serie storiche sulla base di dati successivi (rispettivamente del 1891, 1911, 1938 e 1951), gli autori arrivano a ipotizzare una distribuzione piuttosto uniforme tra Nord e a Sud, al momento dell'Unità. Essi sostengono infatti che "quando il prodotto pro capite declina, come era accaduto nell'Italia del Settecento e del primo Ottocento, e si approssima al livello della sussistenza, per differenze notevoli fra aree regionali non c'è spazio". Il diverso reddito tra le regioni sarebbe quindi dovuto alla maggiore densità di popolazione del Nord, superiore in media di 15 unità per km quadrato rispetto al Sud.

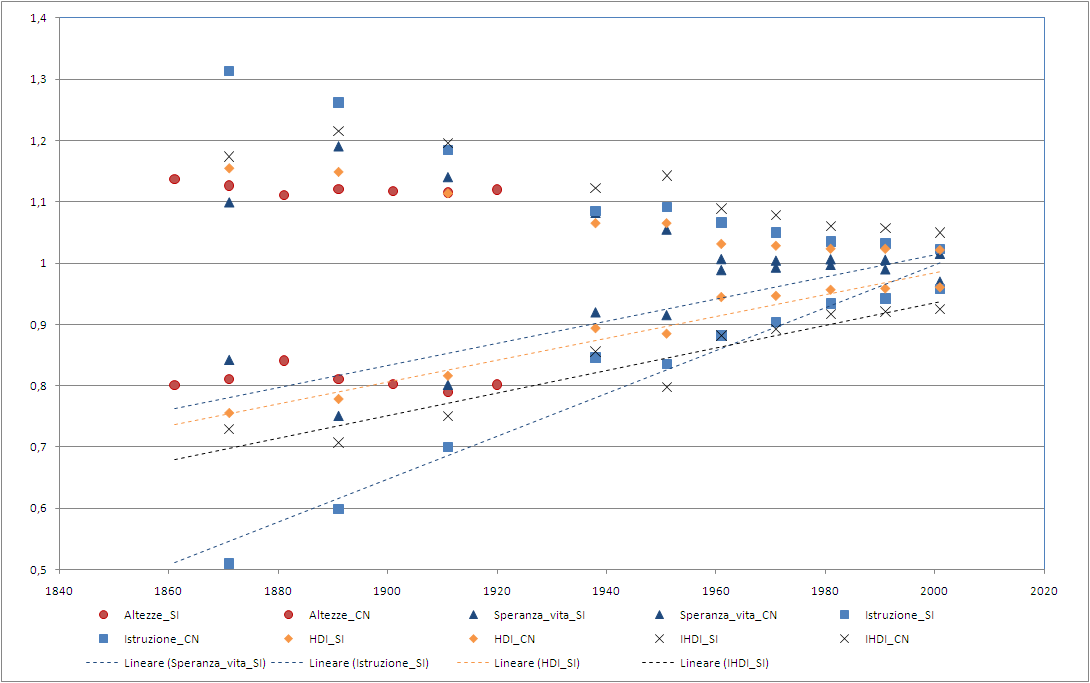
Convergenza degli indicatori di sviluppo sociale italiani: centro-nord (CN, in alto), sud e isole (SI, in basso). Dati: E. Felice, 2007; elaborazione: Wikipedia
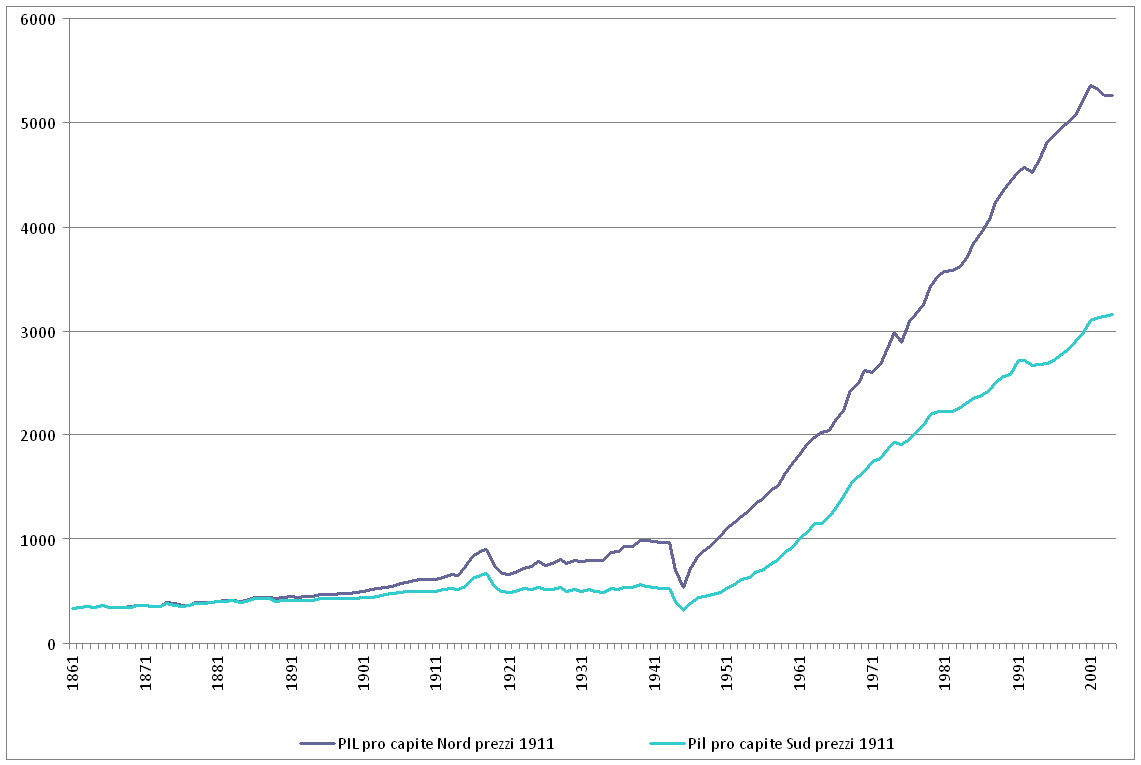
Divergenza del PIL pro capite tra centro-nord (in alto) sud e isole (in basso). Dati: Daniele-Malanima, 2007 (appendice, tav.4); elaborazione grafica: Wikipediain altri casissss

Essi concludono:
- che divari rilevanti fra regioni, in termini di prodotto pro capite non esistessero prima dell’Unità;
- che essi si siano manifestati sin dall’avvio della modernizzazione economica (più o meno fra il 1880 e la Grande Guerra);
- che si siano approfonditi nel ventennio fascista;
- che si siano poi ridotti considerevolmente nei due decenni fra il 1953 e il 1973;
- che si siano aggravati di nuovo in seguito alla riduzione dei tassi di sviluppo dell'economia dai primi anni ’70 in poi.»

Uno studio del 2010 di Banca d'Italia ricostruisce invece l'andamento industriale a livello di singole province, per gli anni dal 1871 in poi. Lo studio conclude che:
Gli studi sopra esposti sembrano quindi indicare che le differenze, minime all'Unità, avrebbero subito un'accelerazione a partire dagli anni '80 del 1800, in corrispondenza della fase di industrializzazione, fino a raggiungere un massimo assoluto nel 1951 per poi decrescere.